# جاب يولينبيرغ

جاكوب يولينبيرغ، حكم كرة قدم هولندي دولي.
و قد حكم في كأس الخليج 1992، وقد أدار مباراة منتخب السعودية لكرة القدم ومنتخب الكويت لكرة القدم في 6 ديسمبر 1992.

## وصلات خارجية
- جاب يولينبيرغ على موقع Soccerway.com (الإنجليزية)

1. ↑  worldreferee.com (بالإنجليزية), QID:Q19801038